# Mary Lou McDonald
Pour les articles homonymes, voir MacDonald.
Mary Lou McDonald, née le 1er mai 1969 à Dublin, est une femme politique irlandaise. Elle est la première députée européenne du Sinn Féin, entre 2004 et 2009. Elle est Teachta Dála, représentant le Sinn Féin au Dáil Éireann et présidente de ce parti depuis le 10 février 2018.

## Biographie
Elle étudie la littérature anglaise, « l'intégration européenne » et le « management en ressources humaines » au Trinity College de Dublin, à l'université de Limerick et à l'université de la ville de Dublin. Au cours de sa carrière politique, elle est notamment consultante pour le Centre de productivité irlandais (1998-2000) et chercheuse à l'Institut des affaires européennes.
D'abord brièvement membre du Fianna Fáil, parti de centre droit auquel ses parents appartenaient, Mary Lou Mac Donald est pour la première fois candidate en 2002 pour le Sinn Féin, lors des élections générales, dans la circonscription de Dublin-ouest. Elle obtient 8 % des suffrages. Aux élections européennes de 2004, elle devient la première représentante de Sinn Féin au Parlement européen pour la république d'Irlande.
Sa participation en 2003 à une cérémonie en l'honneur de Seán Russell, un dirigeant de l'IRA durant la Seconde Guerre mondiale provoque une polémique lorsqu'elle est candidate au Parlement européen en 2004. En effet, cette personnalité républicaine fait l'objet de controverses pour avoir conclu une alliance militaire avec l'Allemagne nazie, avant de mourir en 1940 sur le sous-marin allemand qui le ramenait en Irlande.
En mai 2007, candidate pour la circonscription de Dublin-Centre aux élections générales, elle ne réussit pas à obtenir la majorité des suffrages. Lors des élections européennes de 2009, elle perd son siège de députée européenne au profit de Joe Higgins, du Parti socialiste.
En février 2011, elle réussit à obtenir la majorité des suffrages pour la circonscription de Dublin-Centre aux élections générales. Elle est réélue lors des élections de 2016.
Elle devient présidente du Sinn Féin le 10 février 2018, succédant à Gerry Adams qui est démissionnaire. Elle en a été auparavant la vice-présidente, de 2009 à 2018, et est la seule candidate à la présidence.
Dans le cadre la campagne pour les élections générales irlandaises de février 2020, alors que son parti est crédité d'environ 20 % des intentions de vote, elle assure que la participation du Sinn Féin à un gouvernement de coalition ne serait possible qu'à la condition que se tienne avant 2025 un référendum portant sur la réunification de l'île,.
Le Sinn Féin remporte un grand succès lors des élections générales de 2020 en obtenant 24,5 % des suffrages devant le Fine Gael (20,9% ) et le Fianna Fáil (22,2 %). 
Ce succès est dû principalement à son programme de rupture avec les politiques austéritaires des gouvernements successifs à Dublin : baisse et gel des loyers, construction de logements sociaux, investissements dans l’hôpital public, refus de tout report de l’âge de départ à la retraite, etc. Elle défend par ailleurs des idées progressistes sur les questions sociétales (droits à l'avortement et au mariage homosexuel), alors que son parti, comme l'ensemble du paysage politique irlandais, était traditionnellement plutôt conservateur s'agissant des mœurs.